# Негативна кампања
Негативна кампања или клевета је процес намерног ширења негативних информација о некоме или нечему да би се нарушила јавна слика те особе или тога нечега описаног.
Намерно ширење таквих информација може као мотив да има или искрену жељу те особе да упозори друге на стварну опасност или недостатак тога нечега или неискрене идеје о методама победе у сфери политике, посла и слично против поштеног противника.
Јавна слика неког ентитета може бити дефинисана као репутација, поуздање, поштовање, прихватање изгледа ентитета вредности и понашање од стране јавности са дате територије или друштвене групе, вероватно у одређеном временском року.
Пошто се циљне групе и њихове подгрупе разликују тако је позитивна или негативна слика јавности релативна. На пример, док у већини друштава имати поштен извор зараде је позитивна вредност, а крађа се обесхрабрује, у свету професионалних лопова на поштен рад се мрко гледа, а крађа се подстиче. У полигамним друштвима се на моногамију не гледа на начин на који се гледа у моногамним друштвима.
Друштвене вредности се такође мењају временом. На пример, хомосексуалност у западној култури је сматрана неморалном и кривично је гоњена до сексуалне револуције у другој половини 20. века. Због тога, да би негативна кампања била успешна, она мора да узме у обзир тренутне вредности групе којој се обраћа. Такође се мора узети у обзир и степен стриктности у практиковању групних вредности наспрам толеранције ка кршењу норми. На пример, док у Старом завету и осталим традиционално религијским друштвима прељуба и проституција је сматрана преступом и кажњавана смрћу, савремено западно друштво показује много већу толеранцију ка истом.
У политици САД негативна кампања је називана ,,As Amerikan As Mississippi” и ,,As Amerikan as apple pie”. Једно истраживање сугерише да је негативна кампања норма свих политичких спајања, олакшана једино динамиком одређеног такмичења.

## Технике
Постоје бројне технике које се користе у негативној кампањи. Међу најефикаснијим је давање рекламе којом се напада противникова личност или мишљење. Постоје два главна типа реклама које се користе у негативној кампањи: напад и контраст.
Реклама којом се напада, фокусира се искључиво на негативне аспекте противника. Нема никаквог позитивног садржаја у таквој реклами било да се ради о кандидату или о противнику. Рекламе којима се напада обично идентификују ризике везане за противника, често користећи страхове људи да манипулишу и умање утисак које гласачи имају о противнику. Пошто рекламе којима се напада немају никакав позитиван садржај, оне имају потенцијал да буду утицајније од реклама са контрастом у обликовању становништва писаца о спонзорисању противничког кандидата.
За разлику од реклама којима се напада, рекламе са контрастом садрже информације и о кандидату и о противнику. Информација о кандидату је позитивна, док је информација о противнику негативна. Реклама којима се прави контраст упоређују кандидата с противником, супростављајући позитивне информације о кандидату са негативним информацијама о противнику. Пошто рекламе са контрастом морају да имају сигурност позитивне информације, сматрају се мање штетним у политичком процесу од реклама у којима се напада.
Једна од најпознатијих таквих била је реклама Дејзи у кампањи Линдона Б. Џонсона у којој је успешно приказан Бери Голдвотер, како прети нуклеарним ратом. Честе технике негативне кампање обухватају и приказивање противника као ,,меког” према криминалцима, непоштеног, корумпираног или као опасног за нацију. Честа тактика негативне кампање је нападање друге стране због вођења негативне кампање. 
Прљави трикови су такође чести у негативним политичким кампањама. То обично укључује тајно цурење штетних информација у медије, посебно таблоиде. То онемогућава кандидата да реагује, а такође и не кошта ништа. Међутим тај материјал мора бити довољно битан да привуче пажњу медија и ако се открије истина могла би озбиљно да нанесе штету кампањи. Међу осталим прљавим триковима је и покушај да се у противнички тим убаци нетачна информација, у нади да ће је они искористити и тако се обрукати. 
Често ће у кампањи бити коришћене и спољне организације као што су групе за лобирање које обављају напад. За њих се може рећи да долазе од неутралног извора и ако се испостави да тврдње нису тачне, кандидат који је нападнут неће претрпети никакву штету, ако нема доказа. Негативна кампања може да се спроведе и уз пуномоћ. На пример, веома пристрасне рекламе су биле присутне у току председничких избора у САД-у 2004. године, од стране наводно независних тела попут MovеОn.org и Swift Boot Veterans For Truth. 
Анкете за подстицање су напади прерушени у телефонске анкете. Честа су питања попут: „Како бисте реаговали када би открили да кандидат А туче своју жену?”. На тај начин, стварајући утисак да кандидат А можда туче своју жену, медији и супротна страна се намерно не прозивају да примењују ове тактике јер су невидљиве и не могу се доказати. 
Г. Гордон Лиди је одиграо главну улогу у развијању ових тактика током Никсонове кампање користећи важна саветодавна правила која су довела до кампање 1972. Џејмс Карвил, менаџер кампање Била Клинтона за изборе 1992. године, је такође главни заговорник негативних тактика. Ли Етвотер познат је по томе што је био саветник председницима Роналду Регану и Џорџу Бушу. Такође је заметник многих техника негативне кампање које можемо видети у политичким кампањама данас.

## Предности
Присталице јавних негативних кампања често цитирају разлоге којима подржавају масовну комуникацију негативних идеја. Национална канцеларија за политику контроле дрога, на пример, је y користи негативне кампање како би одвукла јавност од ризика до здравља. Сличне негативне кампање користе дуванске компаније да оповргну масовни маркетинг или да обесхрабре вожњу у пијаном стању. Они који спроводе негативне политичке кампање понекад кажу да би јавност требала да зна све о особи за коју треба да гласа, чак и ако је то нешто лоше. Другим речима, ако је противнички кандидат преварант или лоша особа онда би он или она требало то да кажу јавности. 
Мартин Вотенберг и Крег Брајанс са универзитета Калифорнија у Ирвину, разматрали су у својој студији да ли негативна кампања привлачи или удаљава гласаче. Закључили су да су подаци које је користио Стивен Ансолабехер у Научном прегледу америчке политике 1994. године да нагласи претпоставку да негативна кампања удаљава гласаче, да су ти подаци погрешни. 
Следећа студија коју су спровели Ансолабехер и Шанто Ијенхар 1995. године исправила је неке од грешака из претходне студије. Ова студија је закључила да је негативна реклама прикрила исход гласача, нарочито независних гласача. Спекулисали су да кампање постају негативне само ако независни глас нагиње ка противнику. Радећи тако они обезбеђују да несигурни гласачи остају код куће, препуштајући изборе базним гласачима. Такође су открили да негативне рекламе имају већи утицај на демократе него на републиканце. По њима, базни републиканци ће гласати без обзира на исход (и гласаће само за републиканце), али на демократе се може утицати или да остану код куће и уопште не гласају или промене страну и гласају за републиканце. Ово заједно са последицом коју негативност има на независне гласаче доводи до закључка да републиканци имају већу корист од негативне кампање од демократа. 
Други истраживачи су открили другачије, позитивније резултате негативних кампања. Рик Фармер, доктор наука, асистент на политичким наукама на Универзитету у Акрону открио је да се негативна реклама више поштује од позитивне када потврђује претходно веровање и важне су главним темама маркетиншке кампање. Истраживачи са универзитету Џорџија су открили да се утицај негативних реклама повећава током времена, док позитивним рекламама које се користе као противтеза негативним недостаје снага коју те негативне имају. Истраживање, такође, сугерише да негативна кампања уводи контроверзу и подиже свест јавности кроз додатне новости.
Недавно Кајл М. и Дејвид Р. у „Позитиван случај негативне кампање“ показују кроз истраживања и експерименте да негативна кампања обезбеђује информациону корист за гласаче. Без негативности гласачи нису имали пуну информацију о свим могућностима пошто ни један кандидат неће рећи ништа лоше о себи. Они тврде да кандидати морају да укажу на мане својих противника да би гласачи били у потпуности информисани.

## Ризици и последице
Неки стратези кажу да је ефекат негативне кампање тај што док са једне стране он мотивише базну подршку, може и да удаљи централне и неодлучне гласаче од политичког процеса, смањујући исход гласања и радикализујући политику. У студији коју је урадила Ђина Гаришоне, о томе како негативна реклама утиче на политички процес, откривено је да је последица негативне кампање већа дискриминација кандидата и већа поларизација ставова. Док позитивне рекламе такође доприносе дискриминацији и поларизацији ставова, Гарашоне је открила да негативна кампања има већу утицајну улогу у дискриминацији и поларизацији од позитивне кампање.
Негативне рекламе могу да створе и реакцију. Катастрофалне рекламе коју је спровела прогресивна конзервативна партија Канаде 1993. године, приликом федералних избора, очигледно је наглашавала делимичну парализу лица лидера Жан К., припадника либералне партије Канаде, бројним непримереним фотографијама испод којих је била критика његових платформи. Кратјен је извукао максималну предност из овакве прилике да придобије саосећање јавности, као човек који се бори са физичким недостатком, и сјајна победа његове партије која је уследила на изборима помогла је да се конзервативци смање на два места. 
Слична реакција догодила се и либералној партији 2006 године на федералним изборима због пуштања нападне рекламе у којој се сугерише да би вођа конзервативаца Стивен Харпер користио канадске војнике да патролирају канадским градовима и да наметне војну управу. Ова реклама је била доступна са сајта либералне партије неколико сати пре пуштања рекламе на телевизији, ипак, медији су је узели и нашироко критиковали због апсурдности, нарочито због реченице: „Ми ово не измишљамо, није нам дозвољено да ово измислимо“. Либерал Кит Мартин исказао је своје неодобравање: „Који год идиот да је одобрио ову рекламу...“, кратко пре него што је вођа либерала Пол Мартин изјавио да је он лично одобрио то. Последица ових реклама је била да се умањи кредибилитет других реклама којима се напада. То је увредило многе Канађане, нарочито оне у војсци од којих су се неки борили у то време у Авганистану. 
Недавно 2008. године у САД-у, у трци за сенат у Северној Каролини, републикански службеник Елизабет Дол је покушала да нападне демократског изазивача Кеј Хегана, која је имала малу предност у анкетама, тако што јој је присвојила атеизам. У својој кампањи Долова је пустила рекламу доводећи у питање религијско опредељење Хеганове и у којој се чуо глас како каже: „Нема Бога!“ преко слике Кеј Хеган. Глас није био Хеганов, али се верује да реклама имплицира као да јесте. Првобитно се веровало да ће реклама успети, пошто је религија историјски гледано веома важна тема за гласаче у Јужној Америци, али је реклама изазвала реакцију широм земље и Хеганова је снажно одговорила рекламом у којој каже да је она била наставница у недељној школи и да је религиозна особа. Такође је тврдила да је Долова покушавала да скрене тему са економије (реклама се појавила у отприлике исто време када и светска економска криза из 2008). Вођство Хеганове у анкетама је било удвостручено и победила је у трци за девет маргина. 
Због могуће штете која може да настане ако се неко етикетира као вођа негативне кампање, кандидати се често заклињу да ће се уздржати од негативних напада. Ова заклетва се обично прекрши када се уочи да се противник „понаша негативно“ тако што је први ударац који му се враћа оптужба за то. 
Док су у неким истраживањима нађене предности, а у другим мане, неке студије показују да нема разлике између негативног и позитивног приступа.
Истраживање објављено у рекламном журналу открива да негативно политичко рекламирање чини да тело жели физички да се окрене, али да ум памти негативне поруке. Открића су заснована на истраживању које је спровео Џејмс Ангелини, професор комуникација на универзитету Делавер у сарадњи са Семјуелом Бредлијем, асистентом маркетинга на техничком универзитету у Тексасу и Сунгкуонг Ли, са универзитета Индијана који су користили рекламе емитоване током председничких избора 2000. године. Током студија, истраживачи су стављали електроде испод очију добровољаца и приказивали им низ реклама од 30 секунди, кампање Џорџа Буша и Ал Гора. Електроде су ухватиле „изненадни одговор“ аутоматски покрет ока који се обично види као реакција на змије, паукове и друге претње. У поређењу са позитивним или неутралним порукама негативна реклама подстиче већу рефлексну реакцију и жељу да се особа помери.